# Szentlászló, Baranya
Szentlászló este un sat în districtul Szigetvár, județul Baranya, Ungaria, având o populație de 848 de locuitori (2011). 

## Demografie
Componența etnică a satului Szentlászló
     Maghiari (89,92%)
     Germani (7,39%)
     Romi (1,34%)
     Necunoscut (1,34%)
     Alții (1,34%)
Componența confesională a satului Szentlászló
     Romano-catolici (51,42%)
     Fără religie (14,15%)
     Reformați (2,83%)
     Necunoscută (30,9%)
     Luterani (0,71%)
     Alte religii (0,47%)
Conform recensământului din 2011, satul Szentlászló avea 848 de locuitori. Din punct de vedere etnic, majoritatea locuitorilor (89,92%) erau maghiari, existând și minorități de germani (7,39%) și romi (1,34%). Apartenența etnică nu este cunoscută în cazul a 1,34% din locuitori.  Din punct de vedere confesional, majoritatea locuitorilor (51,42%) erau romano-catolici, existând și minorități de persoane fără religie (14,15%) și reformați (2,83%). Pentru 30,9% din locuitori nu este cunoscută apartenența confesională.